# Barley Cove to Ballyrisode Point SAC
Barley Cove to Ballyrisode Point SAC este o arie protejată (arie specială de conservare — SAC, sit de importanță comunitară — SCI) din Irlanda întinsă pe o suprafață de 796,92 ha, integral pe uscat.

## Localizare
Centrul sitului Barley Cove to Ballyrisode Point SAC este situat la coordonatele 51°28′27″N 9°44′11″W / 51.474039°N 9.736347°V.

## Înființare
Situl Barley Cove to Ballyrisode Point SAC a fost declarat sit de importanță comunitară în ianuarie 2002 pentru a proteja 1 specie de plante și 8 specii de animale. Situl a fost protejat și ca arie specială de conservare în noiembrie 2018.

## Biodiversitate
Situată în ecoregiunea atlantică, aria protejată conține 8 habitate naturale: Terase mlăștinoase și terase nisipoase neacoperite de apă la reflux, Vegetație perenă pe țărmurile stâncoase, Salicornia și alte specii anuale care populează regiunile mlăștinoase și nisipoase, Pășuni atlantice udate de apa mării (Glauco-Puccinellietalia maritimae), Pășuni mediteraneene udate de apa mării (Juncetalia maritimi), Dune mobile de-a lungul țărmului cu Ammophila arenaria („dune albe”), Dune de coastă fixe cu vegetație erbacee („dune gri”), Pajiști uscate europene.
La baza desemnării sitului se află mai multe specii protejate:
- plante (1): Petalophyllum ralfsii
- păsări (8): rață pitică (Anas crecca), Fulmarus glacialis, scoicar (Haematopus ostralegus), pescăruș negricios (Larus fuscus), pescăruș râzător (Larus ridibundus), culic mare (Numenius arquata), Pyrrhocorax pyrrhocorax, nagâț (Vanellus vanellus)

Pe lângă speciile protejate, pe teritoriul sitului au mai fost identificate 8 specii de plante, 5 specii de păsări.